# 1985年10月逝世人物列表
1985年逝世人物列表：1月 - 2月 - 3月 - 4月 - 5月 - 6月 - 7月 - 8月 - 9月 - 10月 - 11月 - 12月
1985年10月逝世人物列表，是用于汇总1985年10月期间逝世人物的列表。

## 依日期排序

### 1日
- 埃爾文·布魯克斯·懷特，美國作家[1]
- 弗拉基米爾·阿基莫維奇·布朗，俄羅斯國際象棋作曲家
- 羅伯特·甘登，德國小提琴家
- 尼尼安·桑德森，英國賽車手
- 比爾·斯普林斯汀，美式足球運動員
- 埃米爾·沃格爾，德國軍官，二戰中山地部隊的最後一位將軍
- 派翠克·瓦爾德伯格，美國藝術史學家和作家

### 2日
- 洛克·哈德森，59岁，美国演员。
- 哈裡·博勒，捷克裔英國記者
- 西德尼·克魯特，美國演員
- 雨果·德克爾，德國工程師和政治家（巴伐利亞黨，基社盟），聯邦議院議員
- 柳博米爾·德米特爾科，烏克蘭作家、詩人、編劇和翻譯家
- 希爾德·克奈普，德國女演員
- 哈裡·克魯格-約克，德國作家和劇作家
- 瑪格麗特·馬勒（Margaret Mahler），匈牙利出生的美國精神分析學家
- 亞歷克斯·穆勒，德國政治家（SPD），聯邦議院議員，聯邦議院議員
- 喬治·薩瓦拉斯，美國演員
- 卡爾·威默，奧地利政治家（ÖVP），薩爾茨堡州議會第二副主席

### 3日
- 哈杜因·比耶勒，德國神職人員，國王明斯特本篤會修道院的第一任住持
- 卡羅拉·道伯，德國政治家（SPD），聯邦議院議員
- 海因茨·金德曼，奧地利戲劇研究員、文學學者和文化歷史學家
- 漢斯·克勞斯，講德語的捷克作家
- 夏洛特·波塞嫩斯克，德國畫家、雕塑家和社會科學家

### 4日
- 弗莱德·福斯特，39岁，美国篮球运动员。
- 约瑟夫·赫尔达，捷克摔跤手
- 維爾納·斯塔克，捷克社會學家

### 5日
- 梁兴初，72岁，中国人民解放军中将。
- 特蕾莎·安傑洛夫，德國歌舞表演藝術家和女演員
- 哈拉尔德·克拉梅尔，瑞典數學家和統計學家
- 海默·喬治，德國律師和政治家（基民盟），聯邦議院議員
- 約阿希姆·赫爾比格，二戰中的德國上校和戰鬥機飛行員
- 格林·以撒，南非古人類學家
- 塞爾日·賈羅夫（Serge Jaroff），俄羅斯血統的美國合唱指揮
- 卡爾·門格爾，奧地利數學家
- 洛塔爾·諾德海姆，美國物理學家
- 彼得·保羅，德國演員
- 阿卜杜勒·薩塔爾，孟加拉政治家，孟加拉總統
- 埃米爾·斯皮斯，瑞士羅馬天主教神職人員和教育家

### 6日
- 恩里克·費爾南德斯，烏拉圭足球運動員和教練
- 約瑟夫·胡格，瑞士籃筐編織者、小販和作家
- 康拉德·朗，德國生物化學家和醫生
- 納爾遜·里德爾，美國作曲家和大樂隊領隊
- 卡爾·齊舍克，奧地利足球運動員

### 7日
- 胡汝鼎，80岁，中国电机工程师。
- 胡安·艾比，瑞士畫家、製圖員和絲網印刷商
- 安特諾·阿馬布爾，智利足球運動員
- 马丁·加德纳，奧地利農民和政治家（ÖVP），國民議會成員
- 海因里希·格裡，德國黨衛軍上校——參與“Aktion T4”和“Aktion Reinhardt”
- 沃爾夫岡·基林，德國配音演員和演員
- Cemal Reşit Rey，土耳其作曲家

### 8日
- 里卡多·巴切利，義大利記者和作家
- 彼得·賓茲，德國政治家（NSDAP），Kreisleiter von Düren
- 萊昂·克林霍夫，美國恐怖受害者
- 約翰內斯·勒貝克，德國樵夫和書籍插畫家
- 瑪塔·林奇，阿根廷作家
- 奧古斯特·莫特曼斯，比利時自行車手
- 約翰·斯奈德，美國政治家和財政部長
- 戈登·韋爾奇曼，英國數學家和密碼分析家

### 9日
- 盧多·科克，比利時足球運動員
- 曼努埃爾·弗洛雷斯·萊昂·格雷羅，美國政治家
- 安德列亞斯·林特，瑞士新教神職人員和大學講師
- 埃米利奧·加拉斯塔祖·梅迪奇，巴西政治家，巴西總統（1969年–1974年）
- 古斯塔夫·普雷斯勒，二戰中德國飛行員和騎士十字勳章獲得者
- 約瑟夫·雷莫爾德，德國員警
- 阿爾弗雷德·施密特，德國共產黨員和工會會員
- 漢斯·沃爾茨，奧地利畫家

### 10日
- 奧森·威爾斯，70岁，美国电影导演、编剧、演员。
- 尤·伯連納，65岁，俄国裔美国演员。
- 貝蒂娜·鮑爾-埃利希，奧地利畫家、平面藝術家和作家
- 魯道夫·加特，德國化學家
- 漢斯·約阿希姆·基斯林，德國東方學家和突厥學家
- 查理斯·索斯沃德·辛格爾頓，美國羅曼語語言學家、義大利學家和中世紀學家
- 卡爾-海因茨·沃克，德國電台記者、作家和電視節目主持人

### 11日
- 赫伯特·康拉德，德國企業家在不來梅
- Metin Eloğlu，土耳其作家和畫家
- 尤西·賈拉斯，芬蘭指揮家
- 亞歷克斯·拉古馬，南非作家
- 愛德華·洛文斯基，美國音樂學家
- 魯道夫·施泰因比希勒，奧地利畫家
- 埃爾伍德·烏爾曼，美國編劇和小說家
- 特克斯·威廉姆斯，美國鄉村音樂歌手和樂隊領隊

### 12日
- 瑞奇·威爾遜，美國吉他手
- 約翰·大衛斯，美國藍調音樂家
- 杜克·丁斯莫爾，美國賽車手
- 莉迪亞·凱爾，德國政治家（社民黨）
- 努瑪·蒙特（Numa F.Montet），美國政治家
- 戈特利布·萊因博爾德，德國農民和政治家（BCSV，基民盟）

### 13日
- 法蘭西斯卡·貝爾蒂尼，義大利女演員
- 戴斯·丹尼爾森，瑞典電影導演和製片人
- 維爾納·辛茨（Werner E.Hintz），德國作家、廣播劇作家和編劇
- 卡爾文·詹森（Calvin D.Johnson），美國政治家
- 赫伯特·內貝	德國自行車手

### 14日
- 迪普洛克男爵肯尼斯·迪普洛克，英國律師
- 哈裡·弗里道爾，德國演員和輕歌劇歌手，男高音和男高音小醜系列
- 埃米尔·吉列尔斯，俄羅斯鋼琴家
- 小保羅·詹森（Paul B. Johnson Jr.），美國政治家
- 瑪格麗特·拉赫蒙德，德國抵抗戰士與和平活動家
- 路德维希·兰登，德國皮划艇運動員

### 15日
- 桑德羅·安吉奧利尼，義大利漫畫家和漫畫家
- 布魯諾·法托裡，義大利作家
- 海因里希·默克爾，德國報紙和圖書出版商
- 雅克·烏丁，法國免疫學家
- 马克斯·扎斯洛夫斯基，美國籃球運動員

### 16日
- 羅伯特·馬里尼昂，法國政治家
- 佛蘭克林·米爾頓，美國音響工程師

### 17日
- 約瑟夫·加羅維，瑞士作曲家
- 維克多·凱穆拉，波蘭化學家，波蘭極譜學派創始人
- 阿卜杜勒·穆尼姆·里法伊，約旦-黎巴嫩政治家和詩人，約旦首相
- 約瑟夫·羅森斯托克，波蘭指揮家和作曲家
- 克利斯蒂安·魯比，瑞士登山嚮導、滑雪運動員、滑雪教練和政治家

### 18日
- 田崎潤，72岁，日本演员。
- 斯蒂芬·阿斯肯塞，比利時-波蘭鋼琴家
- 希爾斯伯勒的達林男爵喬治·達林，英國政治家，下議院議員
- 漢斯·埃克，德國公關人員和設計理論家
- 赫伯特·赫克斯海默，德國醫生
- 弗里德里希·肯普夫勒，德國政治家（NSDAP，CSU），聯邦議院議員
- 本傑明·莫洛伊斯，南非詩人和政治活動家
- 亞歷山大·謝苗諾維奇·修辛，烏克蘭-蘇聯大地測量學家、大學教授、作家和登山家
- 喬治·泰辛，德國歷史學家和檔案管理員

### 19日
- 讓·米內爾，法國電影導演和製片人

### 20日
- 漢斯·費爾德鮑施，德國海軍軍官，二戰最後一位海軍少將
- 赫伯特·古爾，德國政治家（FDP），巴伐利亞聯邦議院議員
- 浦山桐郎，日本電影導演、編劇

### 21日
- 丹·怀特，39岁，旧金山议会前议员。

### 22日
- 许世友，80岁，中国人民解放军将领。
- 托马斯·汤森·布朗，80岁，美国物理学家。
- 羅曼·范德爾，盧森堡政治家（LSAP），商會成員
- 彼得·克勞迪，奧地利電氣工程師，超導技術先驅
- 弗朗茨·邁爾，奧地利政治家（ÖVP），國民議會成員
- 諾伯特·波爾克，德國殺人犯和員警
- 維奧里卡·烏爾蘇拉克，戲劇女高音領域的奧地利室內樂歌手
- 海因里希·威克（Heinrich Weeke），德國政治家（FSU），聯邦議院議員
- 艾倫·威德曼（Ellen Widmann）	瑞士女演員

### 23日
- 伯恩哈德·鮑克內希特，德國政治家（CDU）和農民官員，聯邦議院議員，聯邦議院議員
- 戈弗里德·德·沃赫特，比利時自行車手
- Tadeusz Hołuj，波蘭作家和奧斯威辛集中營倖存者
- 馬里奧·普拉西諾斯，義大利-希臘血統的法國畫家
- 赫爾曼·韋斯特曼，羅馬天主教主教
- 馬丁·維爾斯特拉，荷蘭場地自行車運動員

### 24日
- 安德列亞斯·鮑赫，德國羅馬天主教神父和神學家
- 比羅·拉斯洛，匈牙利發明家（原子筆）
- 加博爾·博迪，匈牙利導演、編劇和演員
- 威廉·克萊姆，德國化學家和科學經理
- 赫爾曼·麥克勒，德國建築師
- 威利·曼肖，德國化學家和實業家
- 曼努埃爾·佩雷斯-格雷羅，委內瑞拉外交官和政治家
- 莫裡斯·羅伊，加拿大神父，魁北克大主教和羅馬天主教會紅衣主教
- 雅各·斯特布勒，瑞士劇作家
- 赫爾曼·托伯（Hermann Teuber），德國畫家和平面藝術家

### 25日
- 李克忠，67岁，中国人民解放军少将。
- 布萊爾·李三世，美國政治家
- 維克多·彼得羅維奇·馬克耶夫，蘇聯火箭設計師
- 奧利爾·莫德雷爾，法國建築師、作家和激進的布列塔尼民族主義者
- 弗里茨·祖普特，德國昆蟲學家

### 26日
- 威廉·霍夫曼（Wilhelm Hofmann），德語教師和特殊教育教師
- 川上喜久子，日本作家

### 27日
- 陈益兴，39岁，台湾教师。
- 劉明朝，90岁，台湾立法委员。
- 安德列亞斯·羅蘭·葛籣齊格，德國放射科醫生和心臟病專家
- 保羅·埃德溫·羅斯，德國演員和配音演員
- 維爾納·舍勒（Werner Scherer），德國記者和政治家（CVP，基民盟），聯邦議院議員
- 沃爾特·西格爾，英國建築師
- 布蘭科·斯波利亞爾，南斯拉夫演員
- 庫爾特·沃格爾，德國數學史學家和大學講師
- 伯納德·沃爾夫，美國作家

### 28日
- 埃爾加·布林克，德國女演員
- 埃里克·科伊，加拿大鐵餅投擲者和推桿運動員
- 哈羅德·大衛斯（Harold Davies），英國政治家，下議院議員
- 哈拉爾德·福克斯，德國古典語言學家
- 卡里豪瑟，奧地利畫家和詩人
- 哈拉爾德·英格霍爾特，丹麥近東考古學家
- 揚尼斯·特拉夫洛斯，希臘建築師和建築研究員
- 安赫爾·祖別塔，西班牙足球運動員

### 29日
- 郭影秋，76岁，中国教育家，中国人民大学名誉校长。
- 威廉·麥克弗森·艾倫，美國商人，波音公司董事會主席
- 卡爾·弗里德里希·芬克，德國皮膚科醫生和大學講師
- 埃迪·克萊克斯，德國皮划艇運動員
- 葉夫根尼·米哈伊洛維奇·利夫希茨，蘇聯物理學家
- 約翰·大衛斯·洛奇，美國政治家，康涅狄格州州長
- 洛拉·普魯薩克，法國時裝設計師
- 埃裡希·塞爾巴赫，德國企業家

### 30日
- 埃德加·布魯恩，挪威田徑運動員
- 柯比·格蘭特，美國演員
- 勞爾·赫爾伯格，芬蘭自行車手
- 漢斯·克雷塞爾，德國福音派路德宗牧師和神學家
- 利奧波德·皮謝爾，奧地利官員和滑雪官員

### 31日
- 哈迪特·馬利克，印度戰鬥機飛行員和外交官[2]
- 安東·克裡斯托弗里迪斯，希臘拳擊手
- 尼科斯·恩戈諾普洛斯，希臘詩人和畫家
- 弗蘭克·漢德利，英國中長跑運動員和短跑運動員
- 坎奈特庫爾多，庫爾德作家、語言學家
- Poul Reichhardt（保爾·賴希哈特），丹麥演員
- 埃裡希·塞爾巴赫，德國作曲家
- 海因里希·維斯邁爾，德國管風琴製造商

### 日期不詳
- 納爾遜·博伊德，美國爵士貝斯手
- 薩賓·赫特納，法國畫家
- 漢斯·特勞滕貝格，奧地利冰球運動員